# Park im. księcia Józefa Poniatowskiego w Sosnowcu
Park Poniatowskiego jest położony w Sosnowieckiej dzielnicy Milowice, przy ul. Baczyńskiego/Studziennej – dawniej Park im. Księcia Józefa Poniatowskiego. Zarazem jest to najstarszy ze wszystkich trzech parków a jednocześnie jeden z najstarszych parków w Sosnowcu. Został założony w 1912 r, na terenach rolniczych w miejscu dawnego folwarku.  Pierwotnie zajmował powierzchnię ok. 2 ha. Obecnie ok. 0,9 ha).

## Położenie
Jeden z czterech parków znajdujących się dzielnicy Milowice (obok Parku Tysiąclecia, Parku Milowice i Ogrodu Zabaw Dziecięcych) usytuowany przy ulicach  Baczyńskiego i Studziennej.

## Historia

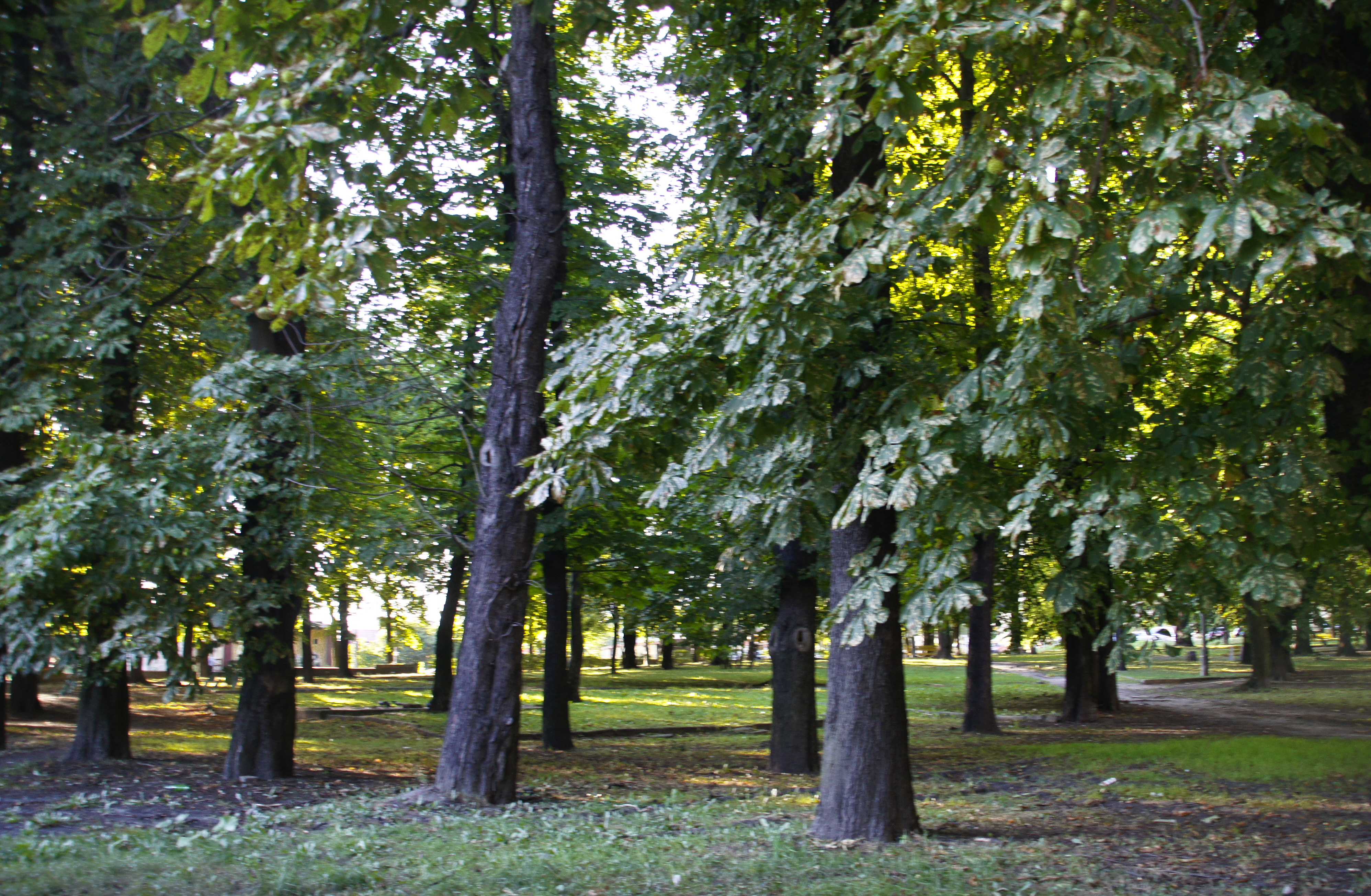
Park Poniatowskiego w Sosnowcu

Pod zarządem kopalnia „Wiktor” (potem „Milowice”) przeszedł renesans. Okolone krawężnikami alejki, otoczone krzakami bukszpanu prowadzone wśród drzew. Posiadał wówczas rozbudowaną infrastrukturę rekreacyjną. Znajdowały się tam huśtawki, karuzele, zjeżdżalnia i piaskownica. W całości był ogrodzony.  Drzewostan parku to w przeważającej części kasztanowce uzupełnione brzozami i akacjami. Cały teren parku był ogrodzony wysokim płotem. W czasie II wojny park został bardzo zniszczony. Po wojnie został odrestaurowany, a w sześćdziesiątych latach nawet ogrodzony, lecz do dawnej świetności już nie powrócił.

## Przyroda
Drzewostan parku jest obecnie luźny z dominującą robinią akacjową. Ponadto rośnie tam kasztanowiec zwyczajny, brzoza brodawkowata i klon zwyczajny. Obszar parku od południowego zachodu sięgał ulicy Studziennej i linii miejskiej zabudowy z małą kapliczką. Właśnie w pobliżu kapliczki są jeszcze dwie stare, okazałe topole czarne.